# خوان خوزه سائر
خوان خوزه سائر (انگلیسی: Juan José Saer; زاده ۲۸ ژوئن ۱۹۳۷ – درگذشته ۱۱ ژوئن ۲۰۰۵) یک نویسنده اهل آرژانتین بود. وی پس از مرگ خورخه لوئیس بورخس و خولیو کورتاسار یکی از نویسنده‌های آمریکای لاتین بود که بیشترین تحسین‌ها را برانگیخته بود.

## زندگی‌نامه
خوان خوزه سائر فرزند یک خانواده مهاجر سوری بود که در ۲۸ ژوئن ۱۹۳۷ در شهر کوچکی در ایالت سانتا فه آرژانتین به دنیا آمد. در دانشگاه ملی لیتورال در رشته حقوق و فلسفه تحصیل کرد و بعدها همان‌جا به تدریس تاریخ سینما پرداخت. در سال ۱۹۶۸ به واسطه برنده شدن یک بورس تحصیلی به پاریس نقل مکان کرد و تا آخر عمر در آن شهر ماندگار شد و در دانشگاه رن به تدریس ادبیات پرداخت.
در سال ۱۹۸۷ برنده جایزه نادال (جایزه سالانه ادبیات اسپانیایی) شد.

سائر در ۱۱ ژوئن ۲۰۰۵ در اثر سرطان ریه در پاریس درگذشت.

## فیلم اقتباسی
- (استیک و استخوان، ۱۹۶۸) به کارگردانی نیکلاس سرکیس، با فیلمنامه‌ای که با نویسنده همکاری می‌کند. بر اساس داستان ناشناس.
- (نه، نه، هرگز، ۱۹۹۸) به کارگردانی رائول بایرو. بر اساس رمان ناشناس.
- (اسکار، ۲۰۰۱) به کارگردانی پاتریسیو کال؛ بر اساس رمان ناشناس.
- (سه قلب، ۲۰۰۷) به کارگردانی سرجیو رنان؛ بر اساس داستان تاکسی متر.
- یارارا (۲۰۱۵) به کارگردانی سانتیاگو سارکو؛ بر اساس داستان مسیر ساحل.
- (درخت واقعی لیمو ، ۲۰۱۶) به کارگردانی گوستاوو فونتن؛ بر اساس رمان ناشناس.